# Stanislav Vlček
Stanislav Vlček (Vlašim, 26 de fevereiro de 1976) é um ex-futebolista profissional tcheco, atua como atacante.

## Carreira
Stanislav Vlček representou a Seleção Checa de Futebol, na Eurocopa de 2008. 